# Tabunia
Tabunia (łac. Tabuniensis) – stolica historycznej diecezji we Cesarstwie Rzymskim w prowincji Mauretania Cezarejska, współcześnie w Algierii. Obecnie katolickie biskupstwo tytularne. W latach 1998–2002 biskupem Tabunii był obecny biskup ełcki Jerzy Mazur, jako administrator apostolski Syberii. Od 2002 roku na stolicy tej zasiada Leon Mały, biskup pomocniczy lwowski.

## Biskupi tytularni
| Lp. | Biskup                          | Funkcja                                   | Od                  | Do              |
| --- | ------------------------------- | ----------------------------------------- | ------------------- | --------------- |
| 1   | José Eduardo Alvarez Ramírez CM | biskup pomocniczy San Salvador (Salwador) | 7 października 1965 | 9 grudnia 1969  |
| 2   | Jean-Baptiste Bùi Tuần          | biskup koadiutor Long Xuyên (Wietnam)     | 15 kwietnia 1975    | 30 grudnia 1997 |
| 3   | Jerzy Mazur SVD                 | administrator apostolski Syberii (Rosja)  | 23 marca 1998       | 11 lutego 2002  |
| 4   | Leon Mały                       | biskup pomocniczy Lwowa (Ukraina)         | 4 maja 2002         |                 |